# Eloy Ybáñez Bueno
Eloy Ybáñez Bueno (Villarramiel, 3 de julio de 1930) es un antiguo diplomático y político español. 

## Biografía
De amplia formación académica, se licenció en Derecho y maneja varias lenguas. Comenzó su andadura por la diplomacia a la edad de 27 años, con destinos en los consulados de París y Brasil, siendo miembro del Comité Olímpico Español y llegando a ser embajador de España en Finlandia (1993-1995), Estonia (1994-1995), ante la OCDE (1990-1993), y ante los Organismos Internacionales con sede en Viena (1987-1990). Asimismo, fue secretario de Estado de Turismo (1981-1982) y subsecretario de Sanidad y Seguridad Social (1979-1980).
Consejero especial del comisario europeo D. Marcelino Oreja y miembro de los consejos de administración de Iberia, Renfe y Telefónica. Es miembro de la Institución Tello Téllez de Meneses desde el 25 de mayo de 1999.

## Obra

### Artículos
- Ybañez Bueno, Eloy (1999). Participación de los palentinos residentes en la Comunidad de Madrid en la promoción de los intereses de nuestra provincia (70). ISSN 0210-7317, pags. 571-597. Texto « Publicaciones de la Institución Tello Téllez de Meneses » ignorado (ayuda) Descargar

- Ybañez Bueno, Eloy (2000). Savia pellejera (71). ISSN 0210-7317, pags. 5-33. Texto « Publicaciones de la Institución Tello Téllez de Meneses » ignorado (ayuda) Descargar